# هاوزن ام تان
هاوزن ام تان (به آلمانی: Hausen am Tann) یک شهر در آلمان است که در تسولرنالبکرایس واقع شده‌است. هاوزن ام تان ۵۰۴ نفر جمعیت دارد.